# Jornadas Regionales de Software Libre

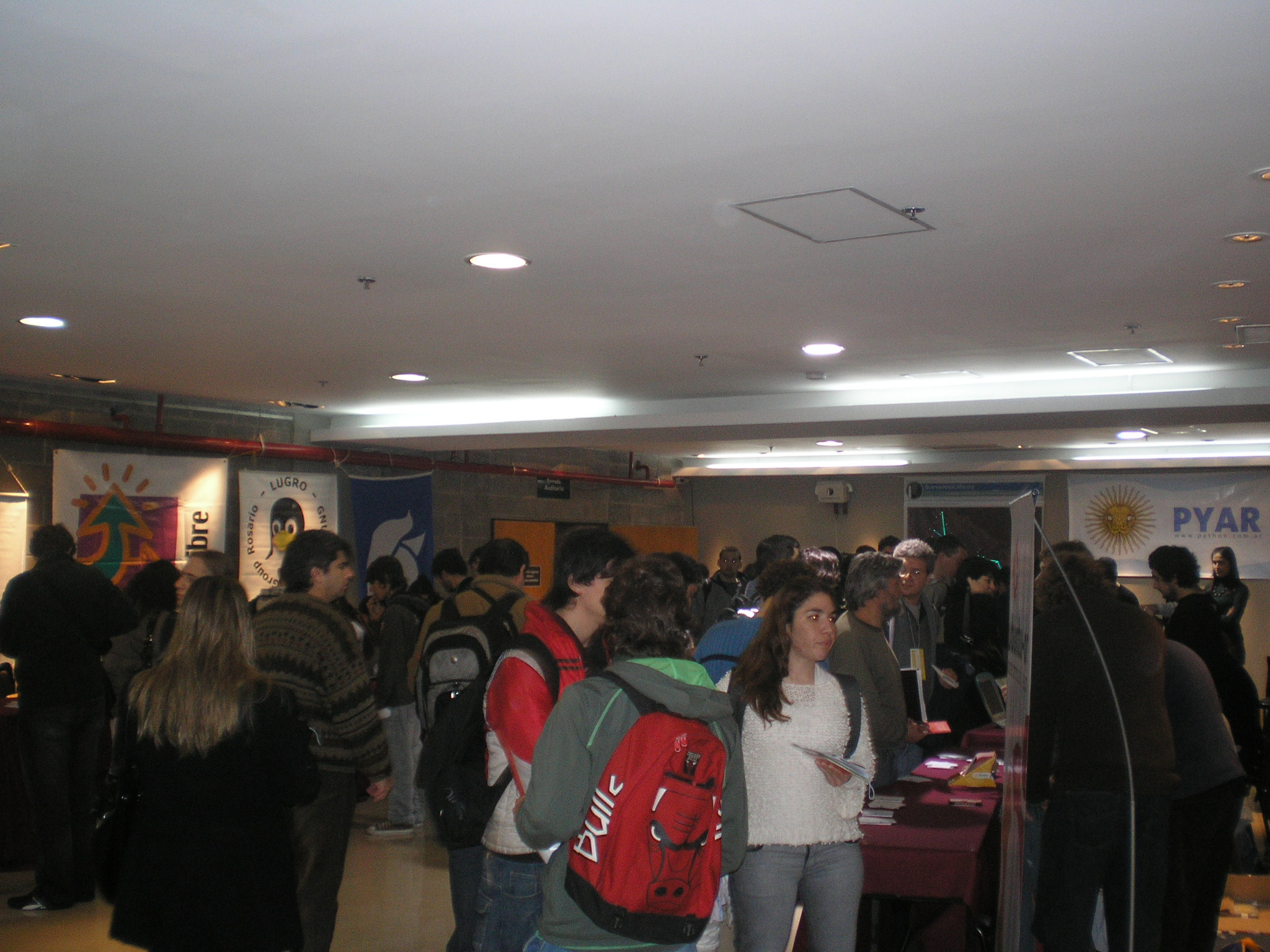
Jornadas Regionales de Software Libre 2008.

Las Jornadas Regionales de Software Libre son un evento regional, internacional e itinerante donde diferentes actores de la comunidad trabajan para integrar proyectos, lanzar nuevas ideas y superar los límites de los programas que utilizan.
Este evento ha sido realizado en varios países de Latinoamérica entre los que se encuentran Argentina, Chile y Uruguay.
Durante las jornadas se reúnen programadores, desarrolladores, estrategas, expertos en tecnologías, emprendedores involucrados en software libre para intercambiar ideas, compartir técnicas, discutir y explorar tecnologías libres tales como Perl, MySQL, Java, PHP, Python, GNU/Linux, FreeBSD, Apache y muchas otras.
Tiene la particularidad de contar con importante figuras del ámbito del software libre internacional tales como Richard Stallman, Jon “Maddog” Hall, Larry Wall, entre otros.

## Historia

### Primera edición
Durante el 4, 5 y 6 de agosto de 2000 se realizaron en Rosario, Santa Fe, las 1.as Jornadas Nacionales de Software Libre, organizadas por el LUGRo: “GNU/Linux User Group Rosario” (hoy denominado LUGRo: Grupo de Usuarios de Software Libre de Rosario) y la Asociación de Nuevas Tecnologías, en el cual se contó con la prestigiosa visita de Richard M. Stallman (fundador de la Free Software Fundation y del proyecto GNU) por primera vez en América Latina.
Estas jornadas fueron rápidamente difundidas como una de las mejores en su tipo en el cono sur, por la diversidad de charlas (30 charlas en 3 días) y por el espíritu GNU que se respiraba en el ambiente (las primeras jornadas donde se hablaba no solo de GNU/Linux sino directamente del Software Libre como suceso más representativo). Muchos grupos tuvieron lugar en las Jornadas del 2000 (grupos de Venezuela, Uruguay, Perú, Brasil y locales se hicieron presentes) lo que llevó a hacer que las jornadas se sintieran no sólo parte de la gente que la organizaba, sino también de la gente que concurría.

### Segunda edición
Continuando con lo que se había hecho en Rosario en 2000, los días 28, 29 y 30 de junio de 2001 el UYLUG retoma la tarea y realiza las 2.as Jornadas Regionales de Software Libre, en la Intendencia Municipal de Montevideo, Uruguay.

### Tercera edición

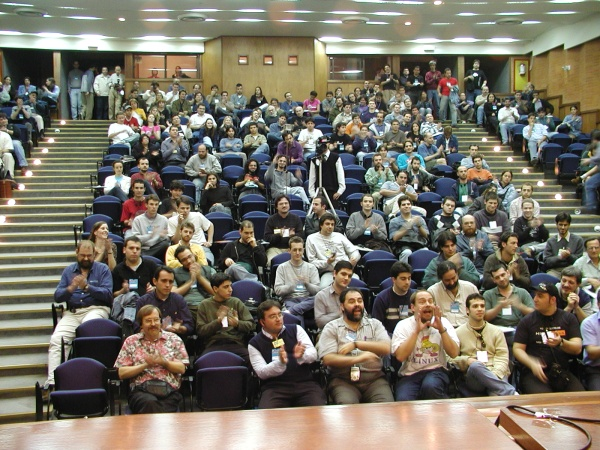
Jornadas Regionales de Software Libre 2002.

Las 3.as Jornadas Regionales sobre software Libre tuvieron lugar los días 17, 18 y 19 de octubre de 2002 en las instalaciones de la Facultad de Ciencias de la Universidad de la República. Entre los principales participantes podemos destacar la presencia de Jon Hall, presidente de Linux International; y Larry Wall, creador del lenguaje Perl, además, de muchos otros preclaros expositores que también compartieron con los demás asistentes las experiencias derivadas de sus desarrollos, investigaciones o simplemente utilización del Software Libre. El programa abarcó los más diversos temas sobre la utilización de Software Libre, así como también sobre los beneficios que se obtienen adoptando como práctica el uso de tecnologías abiertas. Se contó además con valiosos espacios para el debate y la reflexión, en los que se plantearon temas de actualidad como ser la necesidad de adoptar tecnologías abiertas en la administración pública.

### Cuarta edición
Las 4.as Jornadas fueron, nuevamente, organizadas por el UYLUG los días 6, 7 y 8 de noviembre de 2003 en el Radisson Victoria Plaza Hotel, Montevideo, Uruguay.

### Quinta edición
En el año 2005 las 5.as Jornadas fueron nuevamente organizadas por ANT y grupos de software libre locales, los días 20, 21, 22 y 23 de noviembre de 2005 en Rosario, Santa Fe, Argentina y estas jornadas fueron auspiciadas por UNESCO, contaron con la presencia miembros activos de diversos proyectos de SL.

### Sexta edición
Las 6.as Jornadas se llevaron a cabo los días 13, 14 y 15 de octubre de 2006 en Mendoza, Argentina esta edición fue organizada por el Grupo de Usuarios de Software Libre de Mendoza (LUGMen). Dicha jornada fue llevada a cabo en la Universidad de Mendoza.

### Séptima edición
Las 7as jornadas se llevaron a cabo del 7 al 11 de agosto de 2007 en la ciudad de Córdoba, Argentina esta edición fue organizada por el Grupo de Usuarios de Software Libre de Córdoba (GrULiC), Fundación Vía Libre y la Universidad Nacional de Córdoba. La Séptima edición reunió a 2000 personas y se organizó en 3 ejes temáticos: Sociedad, Empresa y Técnica. El programa del evento contó con 150 actividades en 2 días de talleres y cursos; y 3 días de charlas.
La organización del evento fue el resultado de más de un año y medio de trabajo. Uno de los principales objetivos fue contribuir a la profesionalización del evento lo cual significó sumar a nuevos actores del sector empresarial, como fue Intel, EDS; sector gobierno, como fue el caso de la Municipalidad de Rosario, Gobierno de La Rioja, etc.
Las repercusiones del evento fueron muy importantes, tanto en la prensa donde se obtuvo cobertura a página completa en diarios como La Voz del Interior, como así también desde diversas instituciones, donde se obtuvo la Declaración de Interés por la Cámara de Diputados de la Nación y el aval de UNESCO.

### Octava edición

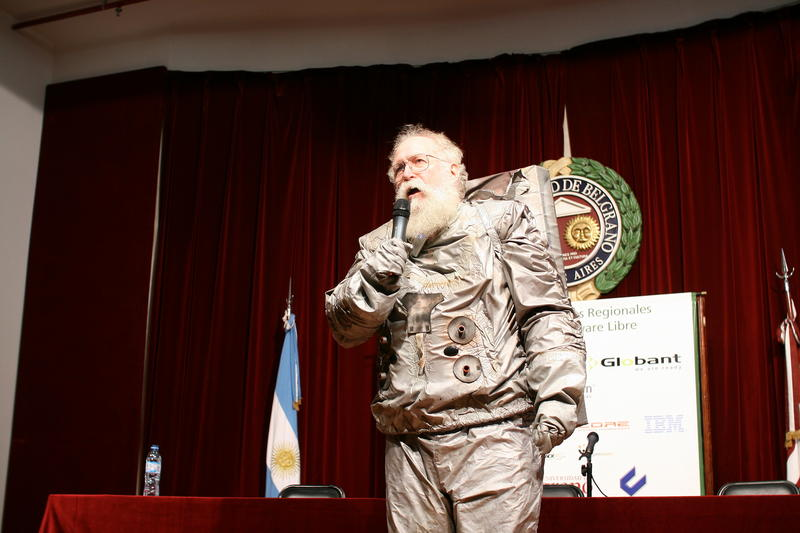
Jon “Maddog” Hall, durante las JRSL 2008, en Buenos Aires.

Las 8.as Jornadas fueron organizadas por CaFeLUG, el Grupo de Usuarios de Software Libre Capital Federal, y se llevaron a cabo durante los días 20, 21, y 22 de agosto de 2008 en la ciudad de Buenos Aires, siendo su sede la Universidad de Belgrano y contó con la presencia de importantes figuras en el mundo del software libre, tales como Chris Hofmann, director de ingeniería y proyectos especiales de la Corporación y Fundación Mozilla. Rik van Riel, contribuidor del núcleo Linux, Jon “Maddog” Hall presidente y director ejecutivo Linux International, Christoph Hellwig, Dag Wieers, Mario Bonilla quien es responsable del mantenimiento de la mayor parte del clúster de Google, y Raymond Hettinger, desarrollador Core del lenguaje Python.

### Novena edición
Las 9.as Jornadas se realizaron por primera vez en la ciudad de Santiago de Chile. Las mismas fueron celebradas durante los días 7, 8 y 9 de octubre.
El evento fue organizado por OpenCommunity en las instalaciones de INACAP.

### Décima edición
Para el año 2010, la sede elegida para realizar la 10.ª edición es la ciudad de Ciudad de San Luis, Argentina. El grupo de usuarios de software libre de dicha ciudad (San LuiX) fue el responsable de llevar a cabo el evento que se realizó en el mes de octubre del año 2010.

### Decimoprimera edición
Para el año 2011, la sede elegida para realizar la 11.ª edición es la ciudad de Ciudad de Salta, Argentina. La organización estuvo a cargo de SaltaLUG en el mes de octubre del año 2011.

### Decimosegunda edición
En 2023 se decide retomar la organización de las jornadas, la sede elegida para realizar la 12.ª edición es la ciudad de Ciudad de Córdoba, Argentina. La organización estuvo a cargo de FCEFyN UNC, Librebase, Flisolcba, Fundación Via Libre y SaltaLUG en el mes de septiembre del año 2023.

### Decimotercera edición
En 2024 las jornadas se realizaron en la ciudad de Santa Fe, Argentina los días 18, 19 y 20 de octubre en la sede de APUL (Sindicato del Personal No Docente de la Universidad Nacional del Litoral). La organización estuvo a cargo de integrantes de la Comunidad de Software Libre de Santa Fe, con el apoyo de LibreBase, Fundación Via Libre y SaltaLUG.